# Брок Мотум
Брок Мотум (енгл. Brock Motum; Бризбејн, 16. октобар 1990) је аустралијски кошаркаш. Игра на позицијама крилног центра и центра.

## Каријера
Колеџ каријеру је провео у САД где је наступао за универзитет Вашингтон Стејт (2009–2013). На НБА драфту 2013. није одабран. Прву сениорску сезону је провео у екипи Виртус Болоње. Сезону 2014/15. проводи у Аустралији где наступа за екипу Аделајд 36ерса. У августу 2015. постао је члан Жалгириса. Са њима је провео наредне две сезоне у којима је два пута освојио освојио првенство Литваније и једном куп. Крајем јуна 2017. потписао је уговор са Анадолу Ефесом. Играч Ефеса је био наредне две сезоне и у том период је освојио по једно Првенство, Куп и Суперкуп Турске. У сезони 2019/20. био је играч шпанске Валенсије.
Са репрезентацијом Аустралије је освојио злато на Океанијском првенству 2015. године.

## Успеси

### Клупски
- Жалгирис:
  - Првенство Литваније (2): 2015/16, 2016/17.
  - Куп Литваније (1): 2017.

- Анадолу Ефес:
  - Првенство Турске (1): 2018/19.
  - Куп Турске (1): 2018.
  - Суперкуп Турске (1): 2018.

### Репрезентативни
- Океанијско првенство:  2015.